# Stade olympique Ficht
Le stade olympique Ficht (en russe : Олимпи́йский стадио́н «Фишт») est un stade situé à Adler (Russie), banlieue de la ville de Sotchi. Il est nommé ainsi d'après le mont Ficht, montagne du Caucase d'Adyguée et a été construit pour les Jeux olympiques d'hiver de 2014.
D'une capacité de plus de 40 000 spectateurs et d'un coût estimé de 475 millions d'euros, l'enceinte a accueilli notamment les cérémonies d'ouverture des Jeux olympiques d'hiver de 2014, dont il est le stade principal, et la cérémonie de clôture. Il accueille des matchs de la Coupe du monde de football 2018.

## Histoire

### Construction du stade
- 2006. Selon le devis initial ce stade aurait dû coûter à la Russie 1,7 milliard de roubles. La conception du design architectural a été réalisée par la société POPULOUS déjà expérimentée dans la matière de la conception d’installations similaires à Johannesburg.
- 2008. Début du nettoyage du territoire, acquisition des terrains. À partir du 2008 le gouvernement a décidé de nettoyer le territoire pour faire de la place pour les futures installations olympiques et tout en acquérant les terrains de la population locale.
- 2010. Début de la construction effective du stade FICHT. La pose de la capsule symbolique de l’événement marquant le début de la construction avec le message suivant : «Ayez confiance en vos forces. Ensemble, nous vaincrons.»
- 2011. Le projet initial a été modifié. Selon certaines sources, cette modification a été produite sur la demande du metteur en scène de la cérémonie d’ouverture des jeux Olympiques – Konstantin Ernst.
- 2013. Fin de la construction du stade. Il a été mis en exploitation plus tard que d’autres installations.

### Situation et comment s'y rendre
Le stade FICHT se trouve à Sotchi, au cœur du Parc olympique près de l’Adler, au sud de l’aéroport de Sotchi, 15, Olympiïsky prospect.
Pour se rendre au stade FICHT, on peut prendre l'autobus no  : 57, 117, 125, 134, 173. Il y a aussi un train électrique « Sotchi – Adler – Parc olympique ».

## Architecture
L’architecture du stade olympique de Sotchi est unique en Russie, car, c'est la première fois qu'une structure d'une telle ampleur dispose d’un toit en polycarbonate transparent. Il s'agit de la première installation en Russie dotée d’une couverture transparente (toit rétractable en polycarbonate) qui permet aux spectateurs de jouir de la vue sur les monts du Caucase au nord et sur la mer Noire au sud. Cette toiture de 36 600 m2 est recouverte d'un film en Texlon ETF (à base d'éthylène tétrafluoroéthylène) réalisé par la société Vector Foiltec (en).
Ce dernier a vocation à donner au bâtiment l’apparence d’un pic enneigé. Il est ainsi en parfaite harmonie avec les paysages de la vallée d’Imérétie et des montagnes du Caucase. Le stade a également été conçu pour satisfaire aux exigences du Comité International Paralympique, en suivant les meilleures pratiques en matière d’accessibilité aux personnes à mobilité réduite.

### Particularités de la construction
L’auvent au-dessus des tribunes Ouest et Est est couvrable par un matériel translucide - ethylene tetra-fluor-ethylene. Il a une résistance accrue, résistance de corrosion.
Conformément à la notation internationale de l’UEFA, ce stade entre dans la 4e catégorie des stades sportifs.
La superficie du stade FICHT est de 105 × 68 m. Il y a 4 tribunes : deux tribunes d’extrémité ouvertes et deux tribunes latérales couvertes qui disposent d’un auvent en polycarbonate transparent.

## Services pour les supporters
Au stade FICHT, les services suivants sont offerts aux supporteurs :
- support de navigation et d'information par l'intermédiaire des volontaires ;
- information (bureau d'enregistrement des enfants, stockage des poussettes, bureau des objets trouvés) ;
- consigne ;
- commentaires audio-descriptifs pour les supporteurs non-voyants et malvoyants.

Il y a des fauteuils hors-standard pour les personnes en surpoids. Pour les personnes aux possibilités limitées, dans la structure des tribunes des zones panoramiques spéciales ont été installées où il y a de l’espace pour les fauteuils roulants et les personnes accompagnant.

## Après les Jeux olympiques
Après les Jeux olympiques et paralympiques de 2014, le stade olympique Ficht sera utilisé pour les matchs de l’équipe russe de football et comme centre d’entraînement. Il accueillera également des spectacles et des événements de divertissement.
Jusqu’au 2017, le stade a été fermé pour la reconstruction qui, selon une évaluation provisoire, aurait dû coûter 3 milliards roubles. Après la liquidation de la corporation publique OLYMPSTROÏ, le stade a été transmis au Kraï de Krasnodar pour la reconstruction.
Le stade a été remis en exploitation le 10 mars 2017 et le match d’ouverture ayant lieu le 28 mars où l’équipe de Russie a fait match nul avec l’équipe de la Belgique.
Le 23 avril le club de football SOTCHI a fait sur le stade un match du Championnat de la Ligue professionnelle de football contre ROTOR de Volgograd (3:3). Le 2 mai 2017 le stade a accueilli le match de la finale de la Coupe de Russie 2016/17. L’équipe LOKOMOTIV de Moscou a gagné le match contre l’OURAL de l’Ekaterinbourg (2:0).

## Sécurité
Vers le 15 mars 2017, le stade a obtenu un passeport de la sécurité d'un objet où les voies d'évacuations, les systèmes d'incendie et les plans de liquidation des situations extrêmes ont été décrits. Ce passeport est devenu preuve de ce que le FICHT est prêt pour accueillir des matchs de la Coupe de la Confédération et de la Coupe du monde de football 2018. Au cours des matchs de la Coupe du monde 2018, 2 000 caméras fonctionneront au stade et 600 employés du Ministère des Situations d'Urgence assureront la sécurité du stade FICHT.

## Événements
- Jeux olympiques d'hiver de 2014
- Jeux paralympiques d'hiver de 2014
- Finale de la Coupe de Russie de football, 2 mai 2017
- Coupe des confédérations 2017
- Coupe du monde de football de 2018

## Matchs de compétitions internationales
Coupe des confédérations 2017
| Date         | Tour        | Équipe 1  | Score | Équipe 2         | Spectateurs |
| ------------ | ----------- | --------- | ----- | ---------------- | ----------- |
| 19 juin 2017 | Groupe B    | Australie | 2 - 3 | Allemagne        | 33 492      |
| 21 juin 2017 | Groupe A    | Mexique   | 2 - 1 | Nouvelle-Zélande | 42 759      |
| 25 juin 2017 | Groupe B    | Allemagne | 3 - 1 | Cameroun         | 33 639      |
| 29 juin 2017 | Demi-finale | Allemagne | 4 - 1 | Mexique          | 42 659      |

Coupe du monde 2018
| Date           | Tour           | Équipe 1  | Score         | Équipe 2 | Spectateurs |
| -------------- | -------------- | --------- | ------------- | -------- | ----------- |
| 15 juin 2018   | Groupe B       | Portugal  | 3 - 3         | Espagne  | 43 866      |
| 18 juin 2018   | Groupe G       | Belgique  | 3 - 0         | Panama   | 43 257      |
| 23 juin 2018   | Groupe F       | Allemagne | 2 - 1         | Suède    | 44 287      |
| 26 juin 2018   | Groupe C       | Australie | 0 - 2         | Pérou    | 44 073      |
| 30 juin 2018   | 1/8e de finale | Uruguay   | 2 - 1         | Portugal | 44 287      |
| 7 juillet 2018 | 1/4 de finale  | Russie    | 2 - 2 (3 - 4) | Croatie  | 44 287      |

## Galerie

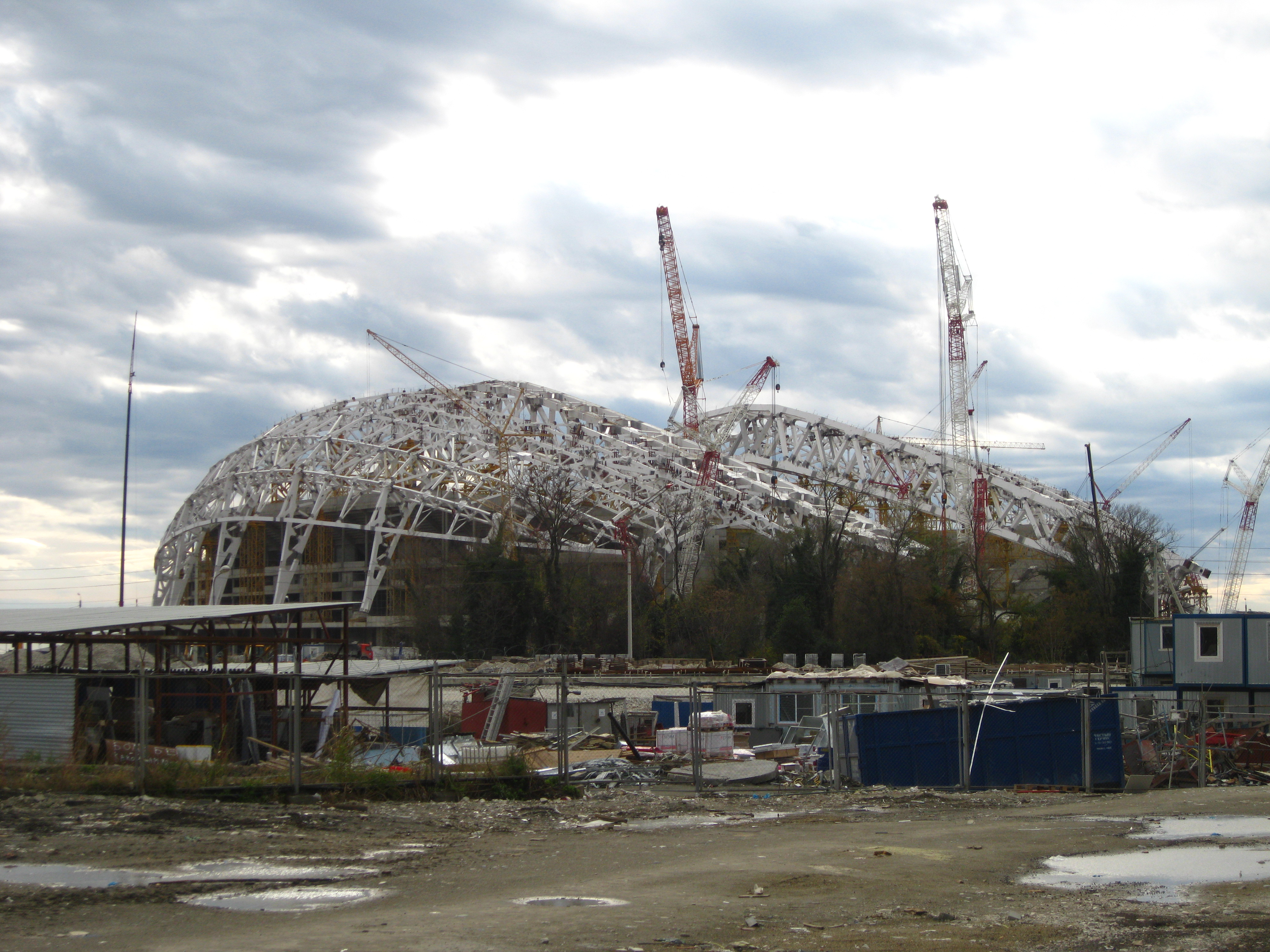
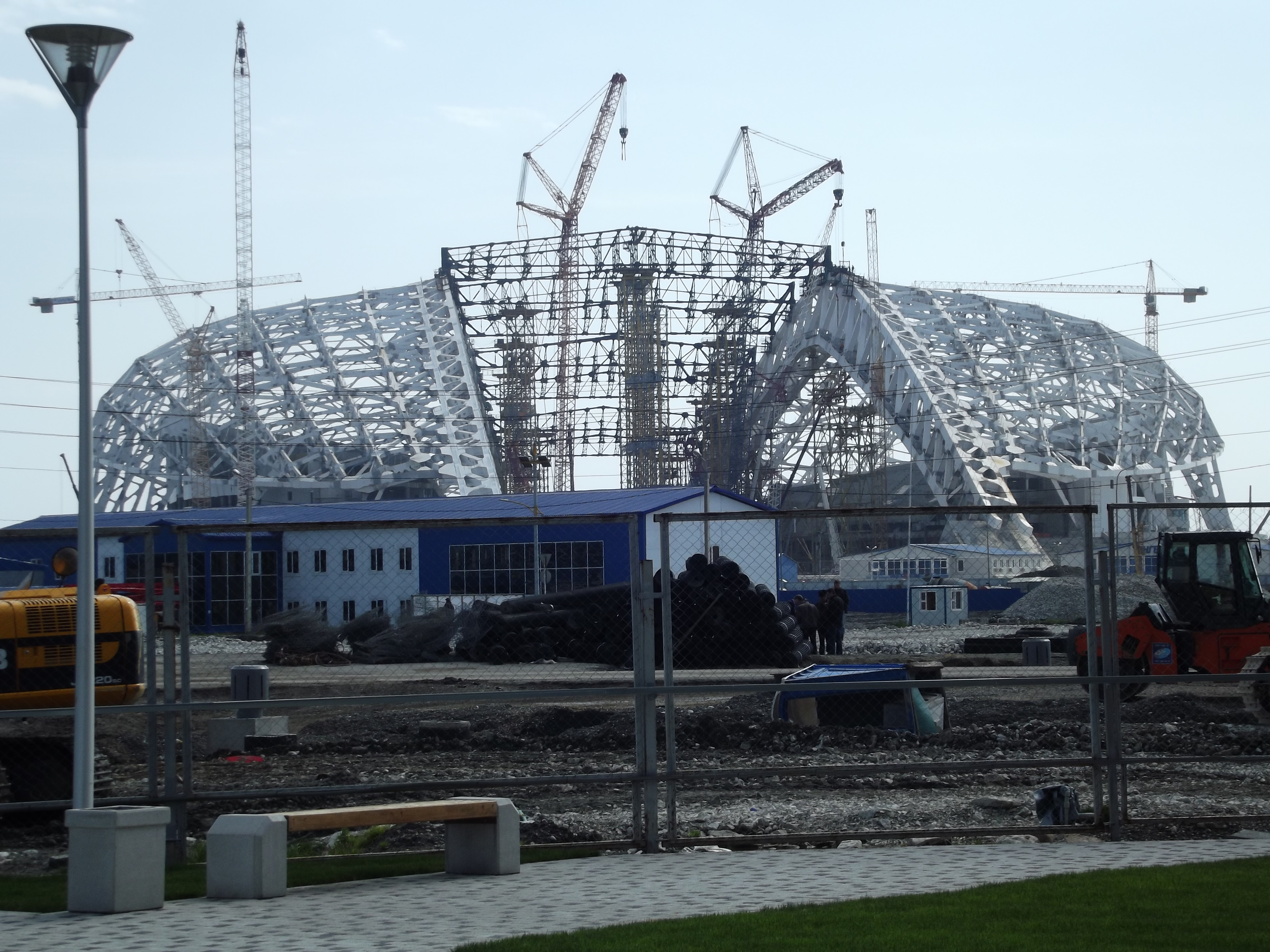
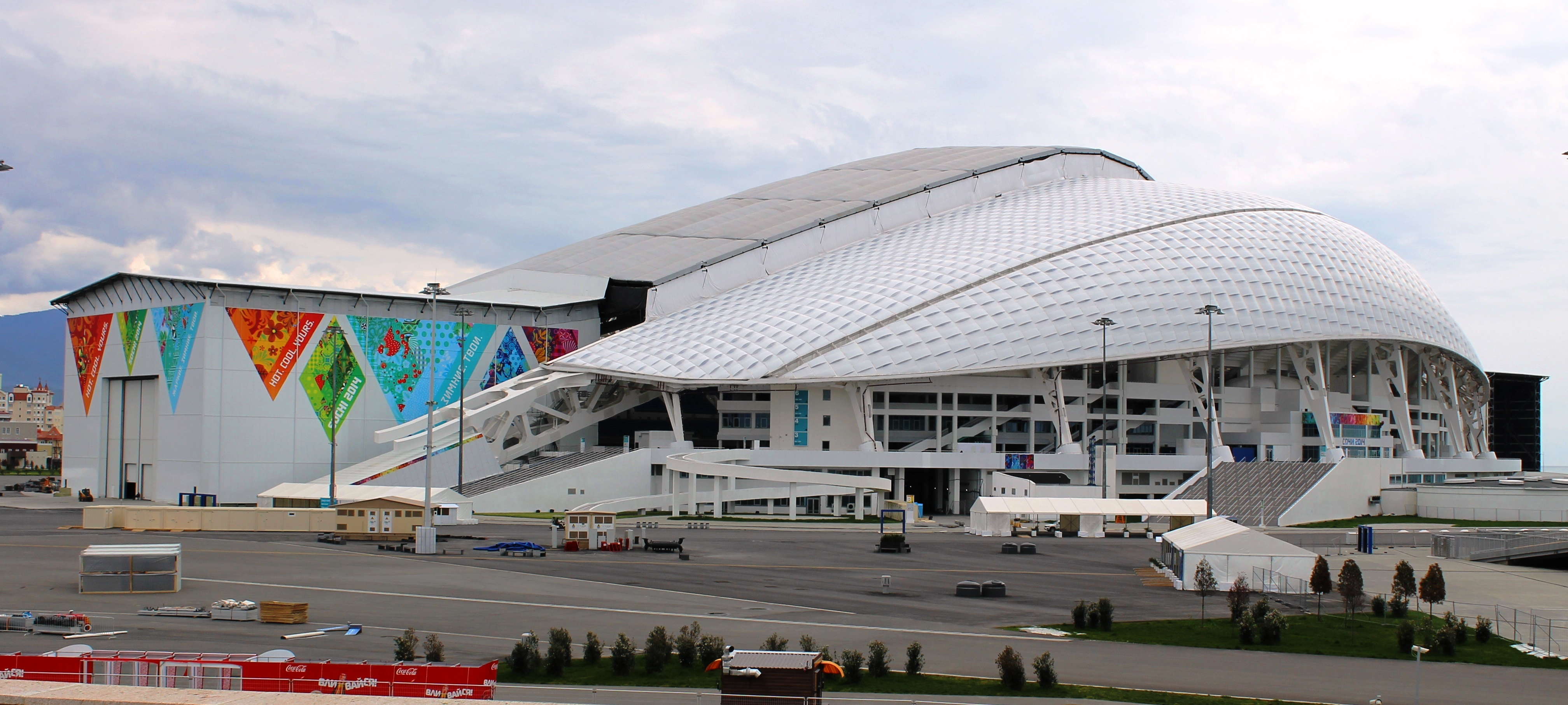
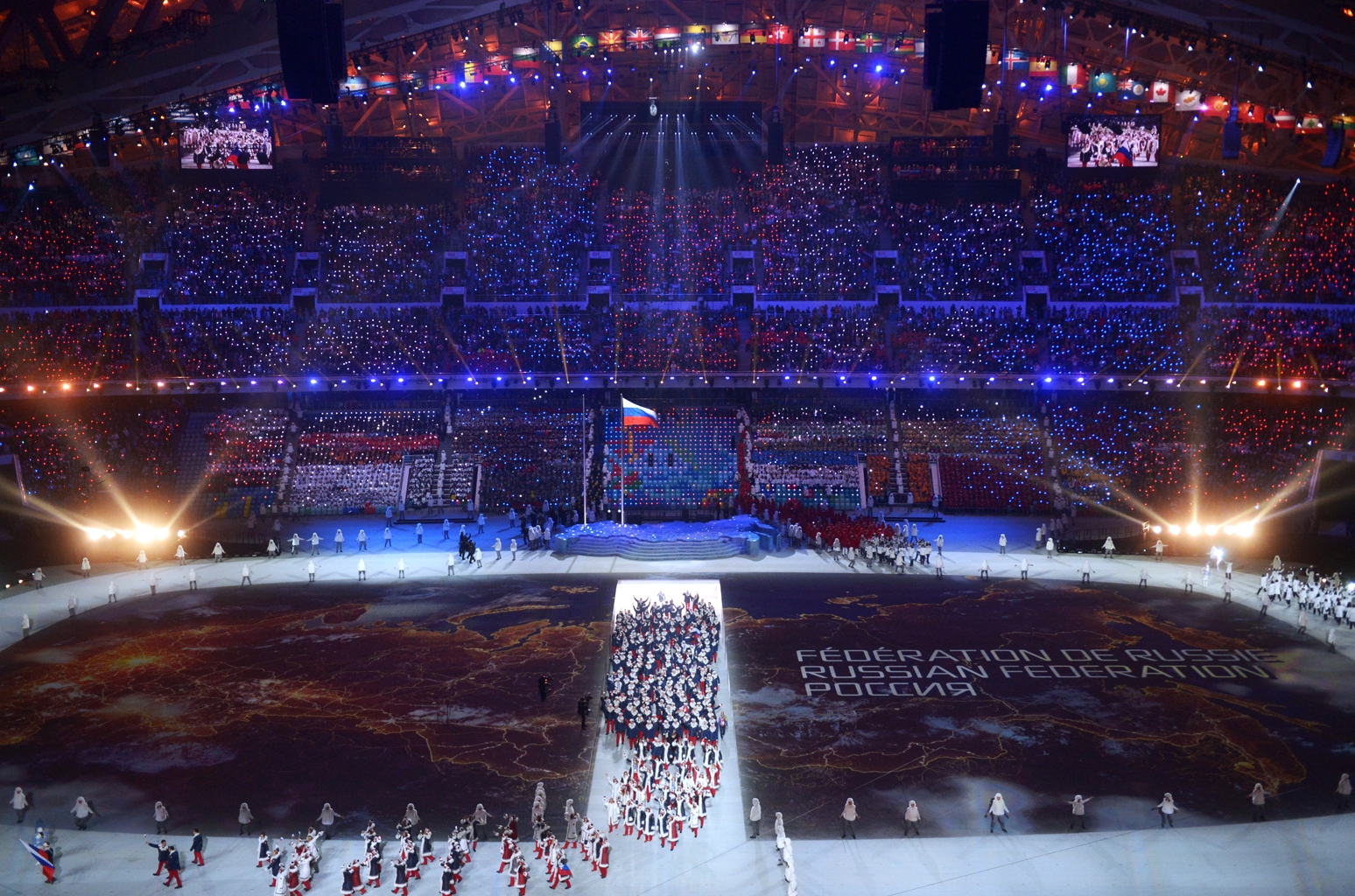
Cérémonie d'ouverture des Jeux olympiques d'hiver de 2014 au stade Ficht.
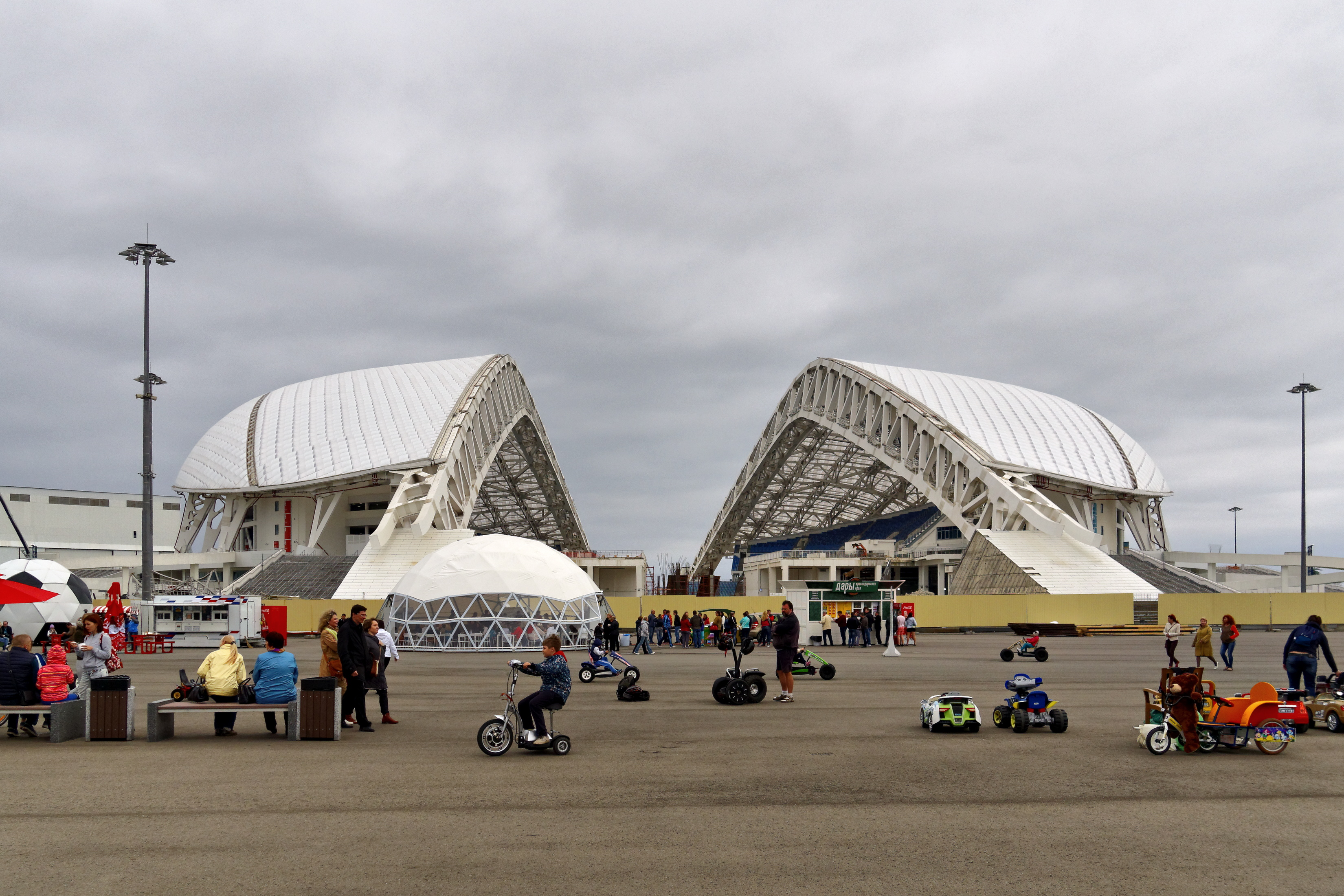
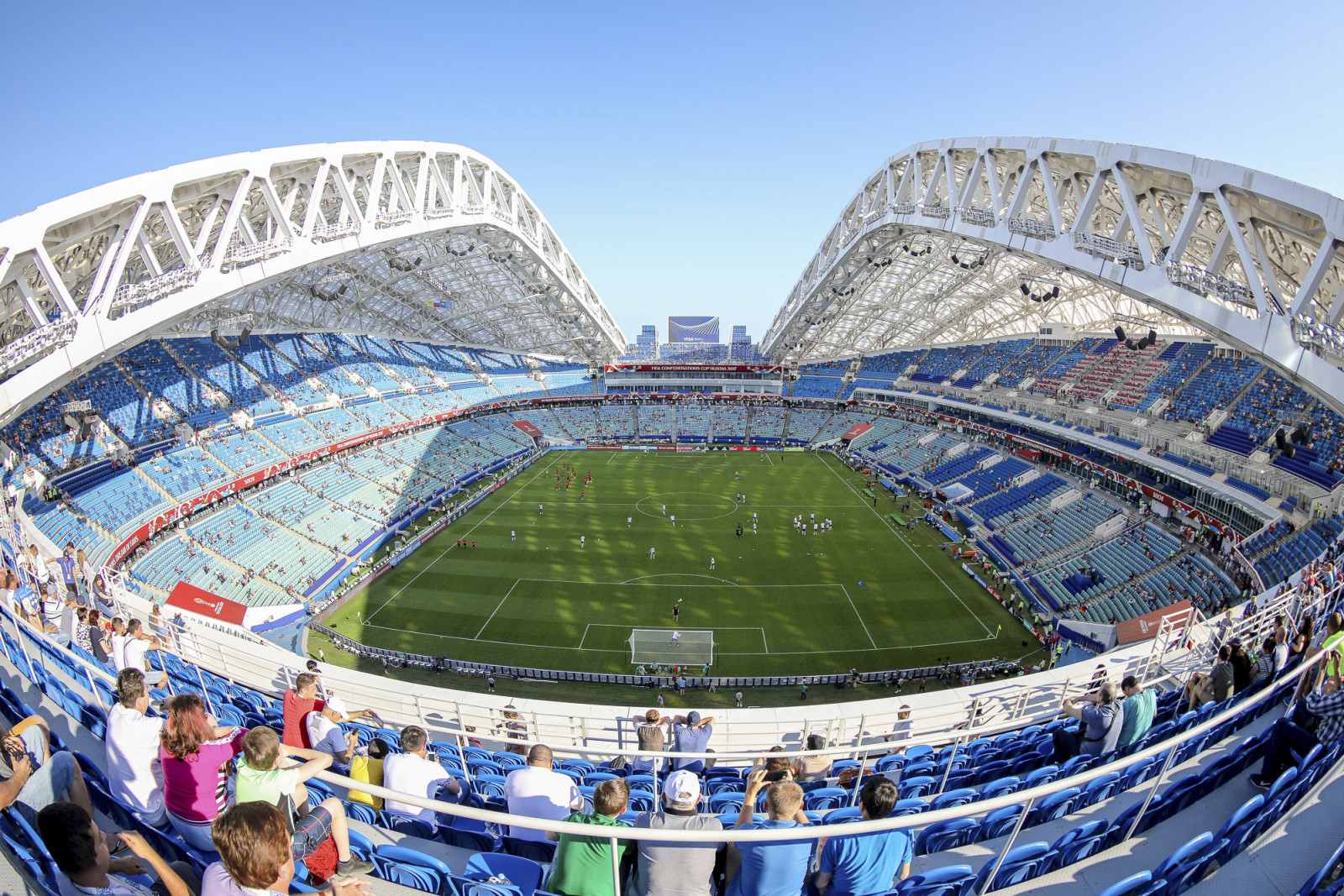
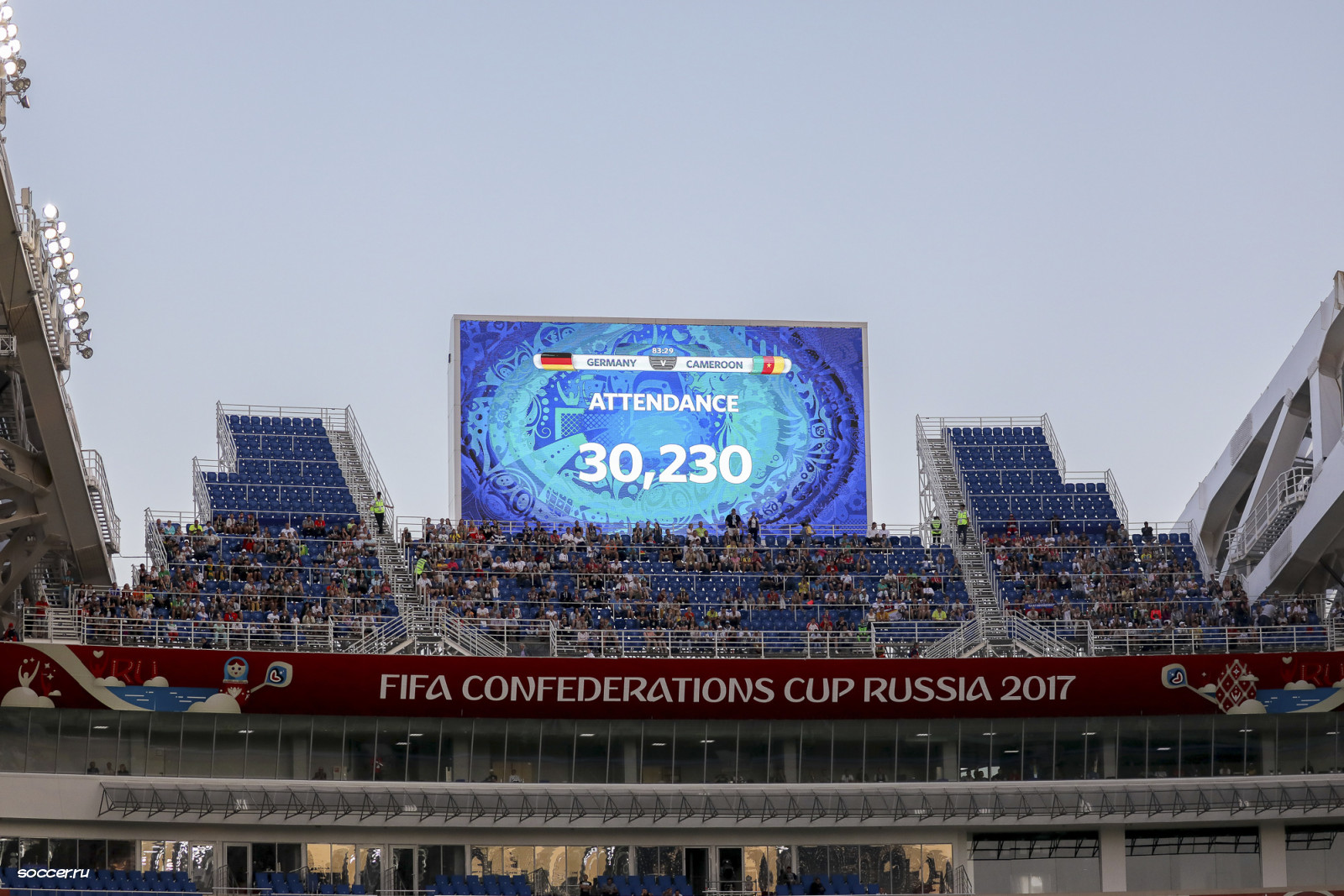